# Emile de Bronckart
Emile de Bronckart (Luik, 25 december 1813 - Bra, 1 juni 1884) was een Belgisch volksvertegenwoordiger.

## Levensloop
Emile de Bronckart was de zoon van Jean-Arnold-Hubert de Bronckart (1785-1850), raadsheer bij het hof van beroep in Luik, en van Marie-Catherine Rongé. Hij trouwde met Thérèse Grandjean (1806-1893). Ze bleven kinderloos en met hen stierf de familie uit.
Hij werd gemeenteraadslid en burgemeester van Bra (1855-1863). Hij werd ook provincieraadslid (1844-1853) en was bestendig afgevaardigde voor de provincie Luik (1846-1853).
In 1853 werd hij verkozen tot liberaal volksvertegenwoordiger voor het arrondissement Luik. Hij bleef het mandaat vervullen tot in 1864.
De Bronckart was lid van een vrijmetselaarsloge in Luik.

## Afkomst
- Jonkheer Emile de Bronckart was de kleinzoon van Jean Arnold de Bronckart (1758-1829), burgemeester van Bra, en Catherine de Lezaak (1754-1785).
- Jean-Arnold-Theodore de Bronckart verkreeg adelserkenning in 1817. Hij was een zoon van Jean-François de Bronckart, burgemeester van Luik in 1772, en van Marie-Catherine de Bra d'Izer.